# Naamregiment
Een naamregiment is een regiment dat met een naam wordt aangegeven; deze naam is veelal gekozen uit de geschiedenis van het regiment, bv. de naam van een vroegere commandant of een provincie. Bij de opkomst van de huurlingenlegers in de 15e en 16e eeuw werden regimenten vernoemd naar hun commandant. In de 17e en 18e eeuw was het gebruikelijk dat de regimenten vernoemd waren naar de inhaber of eigenaar van het regiment; deze voerde meestal niet zelf het commando, maar liet dit over aan een kolonel. Gedurende de 18e eeuw werd het echter gebruikelijk de regimenten te nummeren; dit gebeurde op basis van anciënniteit. Namen kwamen nog wel voor, maar dit waren dan vaak traditionele namen of namen van provincies of landstreken waar het regiment zijn oorsprong vond. Uiteindelijk werd het vanaf de Eerste Wereldoorlog in veel legers weer gebruikelijk om regimenten met een traditionele naam aan te duiden.